# 司馬垔
司馬垔（1439年—？），字通伯，浙江紹興府山陰縣人，儒籍。明朝政治人物。進士出身。

## 生平
成化七年（1471年）辛卯科浙江鄉試第四名。成化八年（1472年）壬辰科會試第六十三名，殿試登進士第三甲第二名，历官国子监助教、福建巡海副使。

## 家族
曾祖父司馬緒。祖父司馬簡，曾任知縣。父亲司馬軫，曾任教諭。